# Grand Lac Salé
Vous lisez un « bon article » labellisé en 2008.
Le Grand Lac Salé, en anglais Great Salt Lake, est un lac du nord de l’État de l’Utah aux États-Unis. Il s'agit du plus grand lac salé du continent américain, du quatrième lac endoréique du monde et d'un des cinquante plus grands lacs de la planète.
Une année ordinaire, la superficie du lac est de 4 400 km2, mais sa taille fluctue selon le volume des précipitations. Ainsi, en 1963, le lac ne recouvrait plus que 2 460 km2 alors que sa taille était de 8 547 km2 en 1983.
Le lac actuel est un vestige d'un vaste lac préhistorique — le lac Bonneville — qui s'étendait sur toute la partie occidentale de l’Utah durant la préhistoire. Bien qu’on le surnomme parfois la « mer Morte américaine », le lac attire une multitude d’oiseaux comme le phalarope de Wilson.
Le lac est à une altitude de 1 280 mètres, dans la région aride du Grand Bassin, privé de toute influence océanique par les montagnes Rocheuses. Sa présence adoucit les températures et a favorisé l'implantation des mormons à Salt Lake City dès 1847.[réf. nécessaire]
Les régions à l'ouest et au sud du lac sont particulièrement inhospitalières, étant constituées de larges étendues planes et salées. Depuis 1914, celles-ci constituent le prestigieux cadre des records du monde de vitesse : ce « terrain de jeu » (localement Recreation Area) est le plus vaste au monde. [réf. souhaitée]

## Origine
Le Grand Lac Salé est un vestige du lac préhistorique de Bonneville dont la surface avoisinait celle du lac Michigan. D’une taille dix fois plus grande et d’une profondeur de 305 mètres, il s’étendait sur les États américains de l’Utah, de l’Idaho et du Nevada durant l’époque du pléistocène (il y a entre 14 000 et 32 000 ans), c'est-à-dire pendant la période glaciaire du Wisconsin. Avec le changement de climat à la fin de cette période, le lac a commencé à s’assécher et à se scinder en petits lacs comme le Grand Lac Salé, le lac Utah, le lac Sevier, le lac Rush et le Petit Lac Salé.

## Géographie

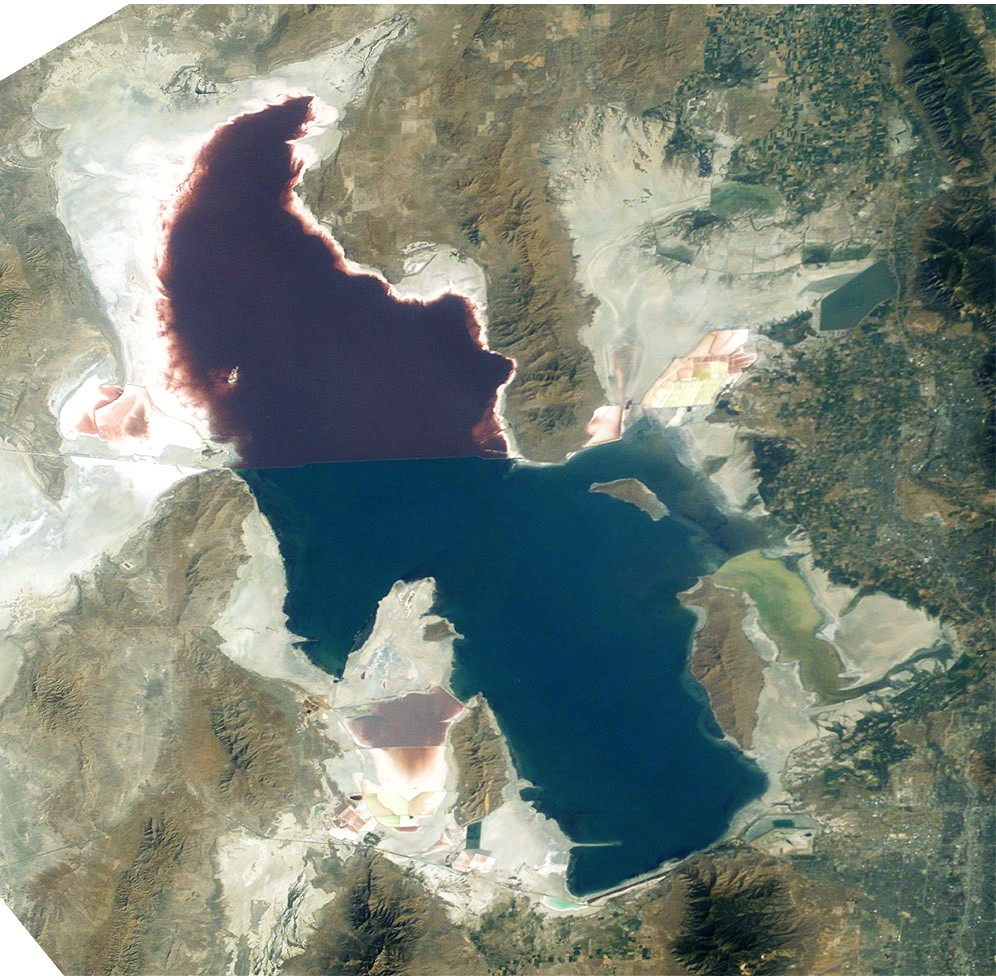
Le lac lors de la sécheresse de 2003.

Le Grand Lac Salé se trouve au nord de l’État de l’Utah dans l'ouest des États-Unis. Il s'agit du plus grand lac salé du continent américain,, du quatrième lac endoréique du monde et d'un des cinquante plus grands lacs de la planète.
Une année ordinaire, la superficie du lac est de 4 400 km2, mais sa taille fluctue selon le volume des précipitations. Ainsi, en 1963, le lac ne recouvrait plus que 2 460 km2 alors que sa taille était de 8 547 km2 en 1983.Le lac est endoréique ce qui signifie que toute l’eau entrant dans le lac en ressort uniquement par évaporation et non par un cours d’eau. Le lac est de ce fait beaucoup plus salé que les océans. En effet, les sels s’accumulent au fil des ans sans pouvoir être transportés hors du lac. La profondeur maximale du lac est 10,7 mètres, avec une moyenne de 4 mètres.
Le lac reçoit principalement les eaux des rivières Jordan, Weber (en) et Bear dont les eaux proviennent en grande partie des monts Uinta, au nord-est de l’Utah[réf. souhaitée]. Ces rivières déposent chaque année 1,1 million de tonnes de  minéraux[Lesquels ?] dans le lac. Grâce à cette salinité, la densité de l’eau est plus élevée et les gens flottent donc plus facilement sur l’eau. Décor des Jeux olympiques d'hiver de 2002, les hautes montagnes environnantes alimentent également le lac en eau grâce à la fonte de la neige accumulée durant tout l'hiver.
Les premiers colons mormons arrivèrent dans la région le 24 juillet 1847 par Emigration Canyon et ils fondèrent la ville de Salt Lake City qu'ils appelaient Great Salt Lake City du nom du lac salé qu'ils venaient d'atteindre. Cette ville importante est située au sud-est et à l’est du lac, entre celui-ci et la chaîne montagneuse de Wasatch. En revanche, les rives Nord et Ouest sont quasiment désertiques. Les Bonneville Salt Flats, contrée désertique et salée qui accueille des pilotes souhaitant battre des records de vitesse, se situent à une centaine de kilomètres à l’ouest, les montagnes Oquirrh et Stansbury au sud.[réf. nécessaire]
Une ligne de chemin de fer, nommée Lucin Cutoff (en), traverse le lac. Cette ligne, posée en grande partie sur une digue, divise le lac en deux. Le mélange des eaux se fait néanmoins partiellement grâce à des brèches permettant l’écoulement des eaux : cependant, les eaux se mélangent si peu que la différence de couleur est très visible.

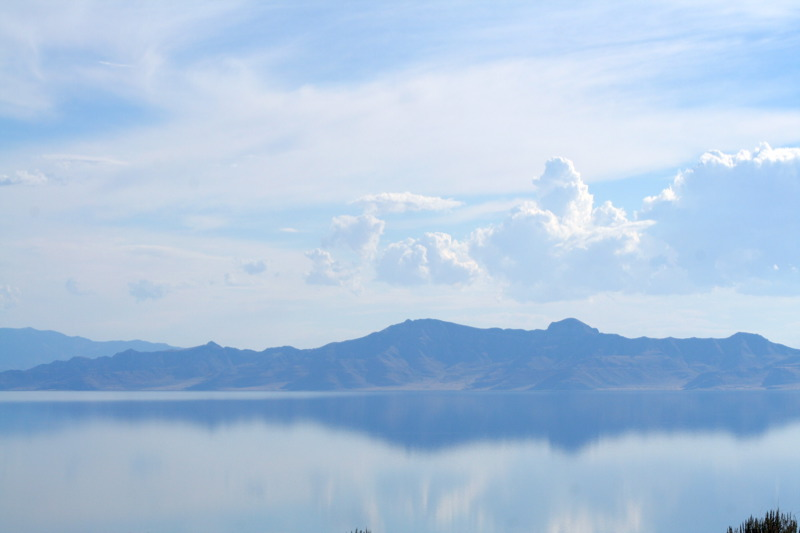
Une partie du Grand Lac Salé vu depuis l'île Antelope.

Le nombre d’îles est difficilement quantifiable car les critères de sélection peuvent varier selon les sources et parce que le niveau de l’eau fluctue d’année en année. Suivant le service de géologie américain (USGS), on dénombre huit îles qui n’ont jamais été submergées depuis que l’on fait des relevés. Toutes ont par contre été connectées au rivage en période de sécheresse. Le lac comporte également une multitude d’îles et de rochers qui sont recouverts lors de crues. Le service de géologie de l’Utah parle de onze îles dont sept se trouvent dans le sud du lac.
De la plus grande à la plus petite, on trouve les îles Antelope, Stansbury, Fremont, Carrington, Dolphin, Cub, Badger, Strongs Knob, Gunnison, Goose, Browns et Hat. Les îles Dolphin, Gunnison, Cub et Strongs Knob se situent dans le Nord-Ouest du lac tandis que les autres se trouvent dans le Sud.
Avec ses 113 km2, Antelope est la plus grande île du lac. Son sommet nommé Frary Peak culmine à 2 010 mètres d'altitude. Le parc d'État d'Antelope Island abrite le Fielding Garr Ranch House construit en 1848.

### Climat
Le climat de la région est un climat tempéré continental à saison chaude sèche (type Dsa dans la classification de Köppen). Ce climat assez sec présente des hivers pouvant être froids et des étés pouvant être très chauds. Le record de température minimale est ainsi −30 °C alors que le record de température maximale est 42 °C.
En moyenne, des gelées se produisent de novembre à février et les températures maximales sont proches de 30 °C de juin à septembre.
Les précipitations dans la région sont faibles durant l'été et sont les plus fortes durant le printemps. La présence du lac ne gelant généralement pas en hiver produit cependant des bourrasques de neige côtières en aval par vents du nord-ouest qui peuvent laisser beaucoup de neige sur les montagnes Wasatch. La faible moyenne annuelle des précipitations et les fortes températures estivales expliquent en partie le fait que le lac soit endoréique.
| Mois                              | jan. | fév. | mars | avril | mai  | juin | jui. | août | sep. | oct. | nov. | déc. | année |
| --------------------------------- | ---- | ---- | ---- | ----- | ---- | ---- | ---- | ---- | ---- | ---- | ---- | ---- | ----- |
| Température minimale moyenne (°C) | −6   | −3   | 1    | 4     | 8    | 13   | 17   | 17   | 11   | 5    | −1   | −6   | 5     |
| Température maximale moyenne (°C) | 3    | 7    | 12   | 16    | 22   | 28   | 33   | 32   | 26   | 18   | 9    | 3    | 17,3  |
| Record de froid (°C)              | −30  | −26  | −18  | −9    | −4   | 2    | 4    | 3    | −3   | −9   | −26  | −26  | −30   |
| Record de chaleur (°C)            | 17   | 21   | 26   | 30    | 37   | 40   | 42   | 42   | 38   | 32   | 24   | 21   | 42    |
| Précipitations (mm)               | 34,8 | 33,8 | 48,5 | 51,3  | 53,1 | 19,6 | 18,3 | 19,3 | 33,8 | 39,9 | 35,6 | 31,2 | 419,2 |

### Phénomènes climatiques causés par le lac

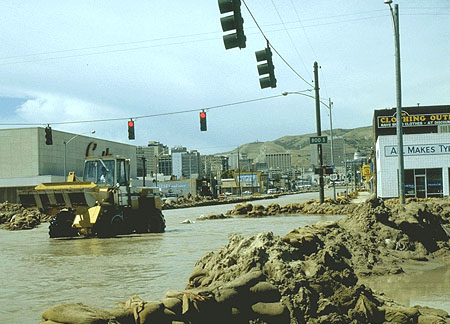
Inondations dans les années 1980.

L'eau relativement chaude à cause de la faible profondeur du lac et du climat local est fréquemment à l’origine de chutes de neige en général au début ou à la fin de l’hiver. En effet, lorsque des vents froids venant du nord, nord-ouest ou ouest passent sur les eaux plus chaudes du lac, la différence de température entre le lac et l’air froid engendre des nuages qui donnent des chutes de neige sur les rives sous le vent. Au milieu de l’hiver, la température du lac devient trop basse pour que ce phénomène puisse se produire.
Chaque été, la différence de température peut générer de six à huit tempêtes. Ces tempêtes sont accompagnées de fortes pluies au printemps et en automne.

## Hydrologie

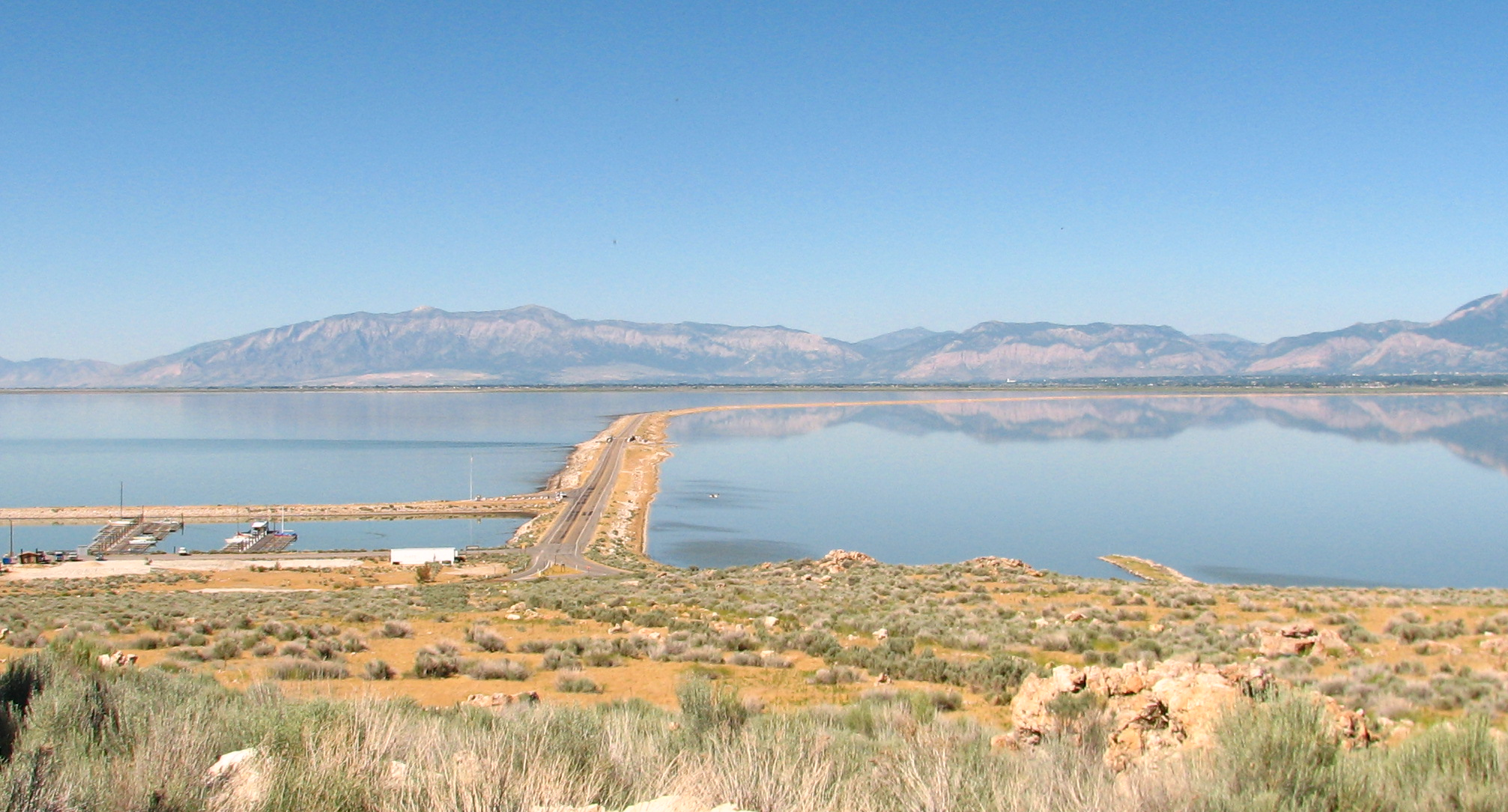
Digue routière entre l'île Antelope et le rivage.

Le niveau de l’eau est enregistré depuis 1875 et est situé en moyenne à 1 280 mètres d'altitude. Le niveau est fortement influencé par les précipitations selon les saisons mais également par les captages d’eau réalisés dans ses rivières d’alimentation pour l’agriculture et la ville de Salt Lake City.
À cause de la ligne de chemin de fer coupant le lac en deux, le niveau de l’eau de la portion Sud du lac est de 15 à 60 centimètres plus élevé que le niveau dans la portion Nord. Cela s’explique par la faible dimension des brèches pour le passage de l’eau sous la voie de chemin de fer et par l’arrivée de la quasi-totalité des eaux des rivières par le sud du lac. Une différence dans la salinité existe pour la même raison.

### Projet de pompage deWest Desert
L'exceptionnel niveau de l’eau dans les années 1980 causa énormément de dommages aux biens des habitants de l’Ouest du lac ainsi qu'une érosion de la voie rapide Interstate 80. Aussi, l’État de l’Utah lança un projet de construction de digues associés à une unité de pompage à l’ouest du lac et pouvant débiter 1,5 million de gallons par minute (environ 340 000 m3/h).
Le système devait évacuer l'eau dans un vaste bassin de 1 300 km2 creusé dans le désert plus à l’ouest afin de faciliter l’évaporation des eaux et empêcher le débordement du lac. En cas de sécheresse, l'eau du bassin pouvait être renvoyée dans le lac.
À la fin de la première année de fonctionnement, les pompes n’avaient rejeté que 0,6 km3 d’eau et le projet fut finalement stoppé en juin 1989 alors que le niveau du lac avait baissé de près de deux mètres par rapport au pic des inondations de 1986 et 1987. Au total, les pompes n'ont rejeté que 3,4 km3 d’eau durant leurs années de service.
Bien qu’étant inactives ces dernières années[Quand ?], les pompes sont maintenues en état de marche en prévision d'éventuelles crues.

### Salinité
La salinité du lac se traduit par le dépôt de cristaux de sels dans les zones asséchées du lac. Chaque année, des sels en provenance des montagnes environnantes sont amenés par les eaux des rivières.
La salinité, très variable, est fonction du niveau de l’eau et de l’endroit du lac. La concentration varie de 5 % à 27 %. En comparaison, la concentration de l’eau de l’océan est de 3,5 %. La composition du sel est proche de celle de l’eau de mer, si ce n’est qu’elle possède un peu plus de sels de potassium et un peu moins de sels de calcium. La masse totale de sel du lac est comprise entre 4,5 et 4,9 milliards de tonnes.

## Environnement

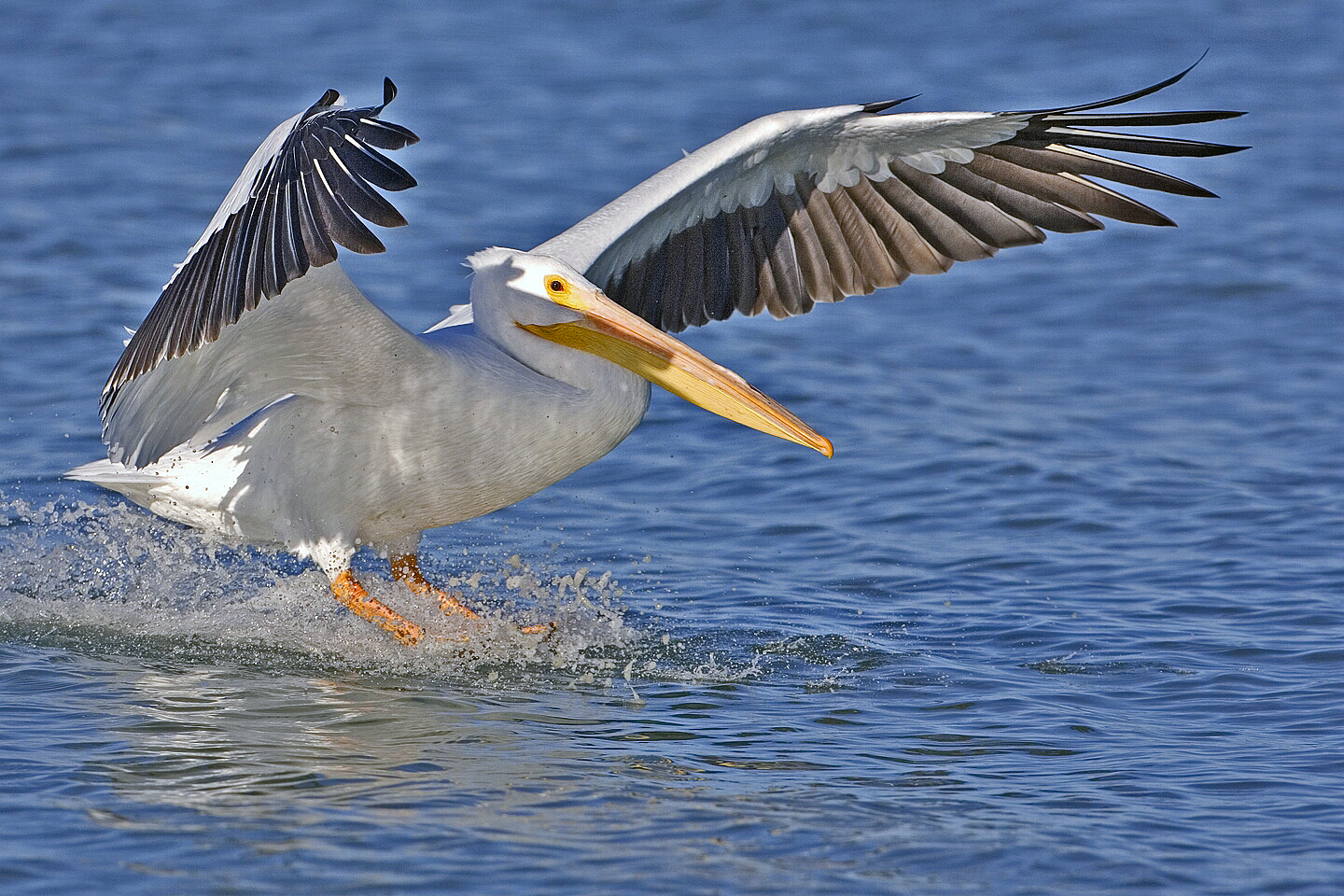
Pélican d'Amérique sur le lac.

### Faune
Le Grand Lac Salé est un lieu essentiel pour les oiseaux migrateurs : il se trouve en effet sur la voie migratoire du Pacifique entre l’Amérique du Nord et l’Amérique du Sud. Chaque année, 10 millions d’oiseaux de 338 espèces différentes viennent s'y reposer, s'y nourrir et s'y reproduire.
La forte teneur en sel rend l'eau inhabitable hormis pour quelques espèces comme l’artémie et plusieurs algues. La population de ces animaux aquatiques est importante et constitue la nourriture essentielle de nombreux oiseaux migrateurs que les zones du Nord et de l’Est du lac abritent par millions. Les marais voisins du lac représentent près de 75 % des marais de l’Utah. Les oiseaux dépendant de ce marais sont notamment : le phalarope de Wilson, le phalarope à bec étroit, l’avocette d'Amérique, l'échasse d'Amérique, la barge marbrée, le pluvier à collier interrompu, le bécasseau d'Alaska, le bécassin à long bec, le cygne siffleur, le pélican d'Amérique, l'ibis à face blanche, le goéland de Californie, le grèbe à cou noir, le faucon pèlerin et le pygargue à tête blanche sans compter les nombreuses espèces de canards et d’oies.
Afin de protéger ces oiseaux, il existe un grand nombre de réserves ornithologiques autour du lac. Plusieurs îles sont utilisées par les oiseaux pour nicher et leur accès est strictement limité par les autorités.
À cause de la salinité, il n’existe pas de poissons dans le lac. Le seul animal aquatique à survivre dans ces eaux est l’artémie (Artemia franciscana), surtout présent dans le Sud du lac. Leurs œufs de petites tailles (200 micromètres) sont récoltés en automne et en hiver. Ils sont employés en Asie pour alimenter des crevettes d’élevages ou sont déshydratés pour servir de nourriture aux animaux familiers aquatiques.

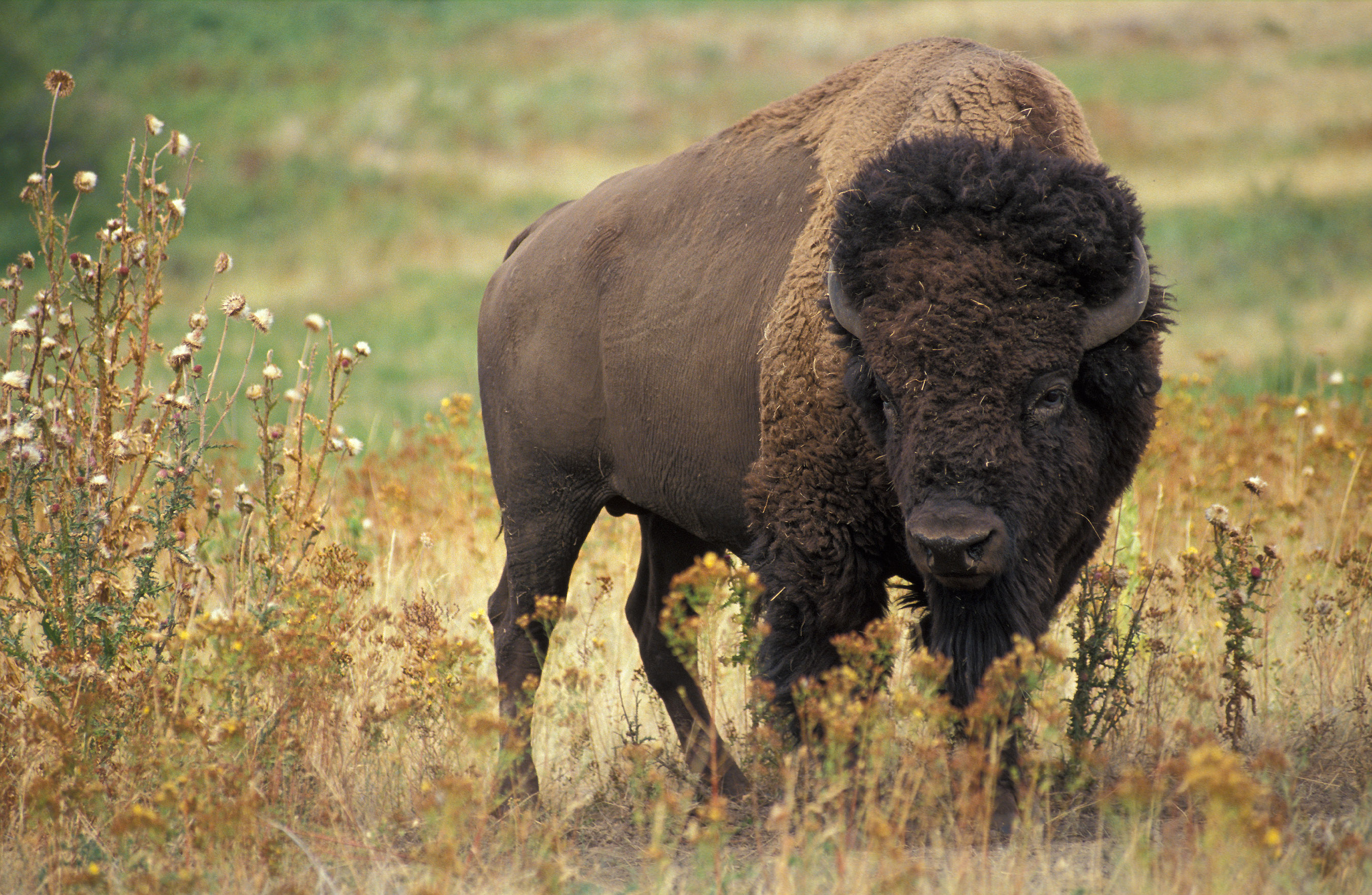
Des bisons sont présents sur l'île Antelope.

La différence de salinité entre le Nord et le Sud du lac[Combien ?] conditionne des biotopes différents. Du phytoplancton et des algues donnent une teinte verdâtre à la partie Sud alors qu’au nord l’algue majoritaire Dunaliella salina donne une bizarre coloration rougeâtre ou violette. Ces coloris sont parfois visibles sur des images satellites.[réf. nécessaire]
L'île d'Antelope est le lieu de pâturage d'environ 600 bisons, de mouflons, de pronghorns et de coyotes. C'est en 1893 que William Glassman et John Dooly amenèrent des bisons sur l'île. Actuellement, pour réguler le nombre de bisons sur l'île le parc vend une partie de ceux-ci chaque année et autorise d'en chasser un nombre très limité,.

### Floyd, le Flamant Rose
Un flamant du Chili solitaire, nommé Pink Floyd, a séjourné près du Grand Lac Salé. Échappé d’un zoo de la ville de Salt Lake City en 1987, il vécut en liberté en se nourrissant d’artémies. Un groupe de résidents a lancé une pétition pour qu’on relâche d’autres flamants roses pour tenir compagnie à Pink Floyd et également dans un but touristique. Les biologistes se sont opposés à cette introduction afin d’éviter tout impact négatif sur l’écosystème. Pink Floyd a été vu pour la dernière fois en 2005 et il semble donc ne pas avoir survécu à l’hiver 2005-2006,.

### Teneur en mercure
Des chercheurs étudiant la concentration en sélénium de l'eau du lac ont découvert des niveaux élevés de mercure, allant jusqu'à 25 nanogrammes par litre. En comparaison, un avis visant à stopper la consommation de poissons en Floride fut lancé après la découverte d’eau contenant un nanogramme de mercure par litre. Une alerte pour empêcher la consommation d’oiseaux comme le garrot à œil d’or fut lancée,.
D’autres études ont montré que les niveaux de mercure étaient inférieurs au seuil de danger et qu’il n’était pas dangereux de consommer les oiseaux.

## Économie

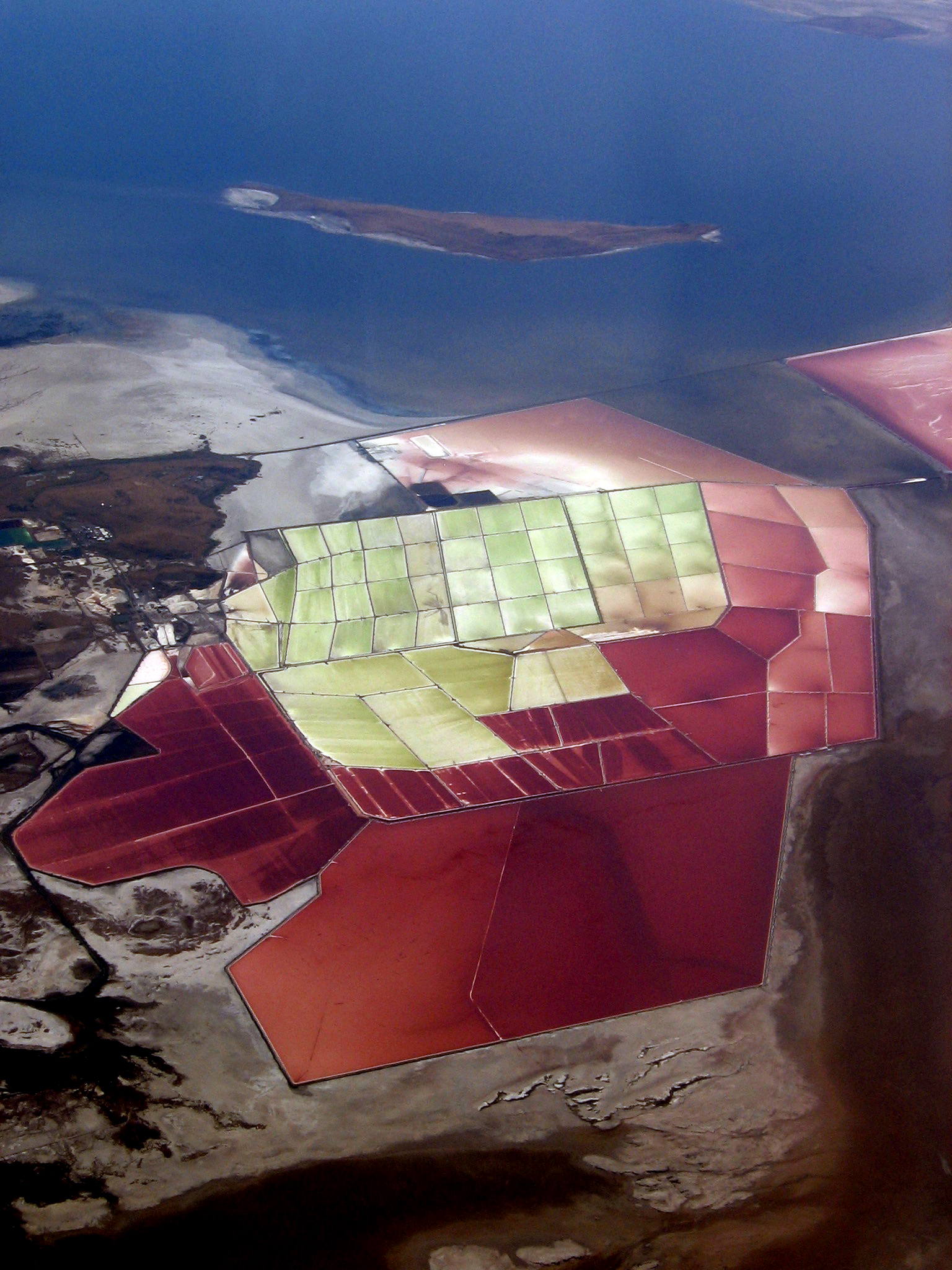
Salines près du lac.

Le sous-sol du Nord du lac contient quelques gisements de pétrole mais la faible qualité et la difficulté de l’extraction rendent l'exploitation non rentable actuellement[Quand ?]. Néanmoins, en 1993, environ 3 000 barils de pétrole ont été extraits de puits peu profonds sur les rives du lac.
Des bassins d’évaporation utilisant l'énergie solaire produisent du sel et de la saumure. Les minéraux récoltés sont du chlorure de sodium qui est utilisé pour faire fondre la neige, du sulfate de potassium utilisé comme fertilisant, du chlorure de magnésium servant à produire différents produits à base de chlore. Le sel n’est pas employé pour la consommation humaine car le coût de la purification serait trop élevé. Les compagnies privées versent une redevance à l’État de l’Utah, propriétaire du lac.
La récolte d’œufs d’artémie dont le prix est d’environ 70 dollars par kilogramme est une industrie locale importante. L’industrie se développa au départ dans les années 1950 pour servir de nourriture aux poissons. Dans les années 1970, les ventes se sont surtout développées à l’exportation pour nourrir des crevettes et des poissons d’élevage. Aujourd’hui, les œufs sont surtout vendus en Asie et en Amérique du Sud. La quantité d’œufs dépend fortement de la salinité de l’eau et la production est optimale aux alentours de 10 % en sel. Si la concentration diminue vers 5 %, les œufs coulent et la récolte est rendue plus difficile.
Les niveaux fluctuants du lac et la pollution des eaux ont freiné le développement du tourisme autour du lac. Par temps de sécheresse, les rives répandent parfois une odeur de putréfaction. Néanmoins, le lac attire tout de même des touristes en quête de beaux paysages et de nature.[source insuffisante]

## Art et culture
Spiral Jetty
Le bras nord-ouest du lac, près de Rozel Point, est l’emplacement de l’œuvre de land art de Robert Smithson, Spiral Jetty (1970).
Baleines dans le Grand Lac Salé
Une légende locale soutient qu’en 1875, l’entrepreneur James Wickham a fait relâcher deux baleines dans le Grand Lac Salé, avec l’intention de les utiliser comme attraction touristique. Les baleines auraient disparu dans le lac et auraient ensuite été aperçues à plusieurs reprises ; mais il n’y a jamais eu d’observations confirmées des baleines depuis le moment de leur remise en liberté supposée.  Les scientifiques pensent qu’elles n’auraient pas pu survivre en raison de la forte salinité du lac.
Monstre lacustre
Au milieu de l'année 1877, J. H. McNeil se trouvait aux côtés d'autres employés de Barnes and Co. Salt Works sur la rive nord du lac. Un soir, ils ont prétendu avoir vu un grand monstre avec un corps semblable à un crocodile et une tête de cheval dans le lac. Ils ont affirmé que ce monstre avait attaqué les hommes, qui se sont rapidement enfuis et cachés jusqu’au matin. Certains pensent que cette créature aurait été un bison d'Amérique. Trente ans auparavant, « Frère Bainbridge » a affirmé avoir aperçu une créature qui ressemblait à un dauphin dans le lac près de l’île Antelope. Ce monstre est appelé par certains le « monstre de la rive nord ».